# Никольская Саловка
 Никольская Саловка — деревня в Старошайговском районе Мордовии в составе Богдановского сельского поселения.

## География
Находится на расстоянии примерно 4 километра по прямой на запад от районного центра села Старое Шайгово.

## История
Село возникло в конце XVII века. В 1869 году учтено как владельческое село Инсарского уезда из 74 дворов. Известно по Спасской церкви.

## Население
Постоянное население составляло 80 человек (русские 47 %, мордва-мокша 49 %) в 2002 году, 52 в 2010 году.